# Aircoach
Aircoach est une filiale de FirstGroup basée en Irlande.  Elle propose des lignes express à destination et en provenance de l'aéroport de Dublin. Elle exploite également des services de bus sous contrat pour les parkings des aéroports et d'autres contrats de location privés dans la région de Dublin.

## Histoire
Aircoach a été créé en 1999 par John O'Sullivan, un ancien employé de Bus Éireann. O'Sullivan a vendu 90 % de la société à FirstGroup en 2003 pour 15 millions d'euros avant de vendre les 10 % restants à FirstGroup en 2005 pour 1,5 million d'euros.
Aircoach a reçu le prix de l'excellence globale en matière de logistique et de transport lors de la cérémonie des Irish Logistics and Transport Awards 2011. La société a également été nommée opérateur irlandais d'autobus interurbains de l'année lors des prix Fleet Bus and Coach de 2014 et 2018.

## Flotte
La société possède une flotte de 52 autobus Volvo B11R équipés de la carrosserie Plaxton Panther, construits entre 2014 et 2020 pour ses services réguliers. Les autobus sont un mélange de 49 sièges avec toilettes ou 53 sièges sans toilettes.
La navette du parking de l'aéroport de Dublin utilise 12 bus articulés Mercedes-Benz Citaro, avec deux Volvo B7LE 2006 Wright Eclipse, un Wright StreetLite 2013 et un Mercedes-Benz Citaro rigide 2002 utilisés pour la navette du personnel.